# Ärkebiskopens kansli

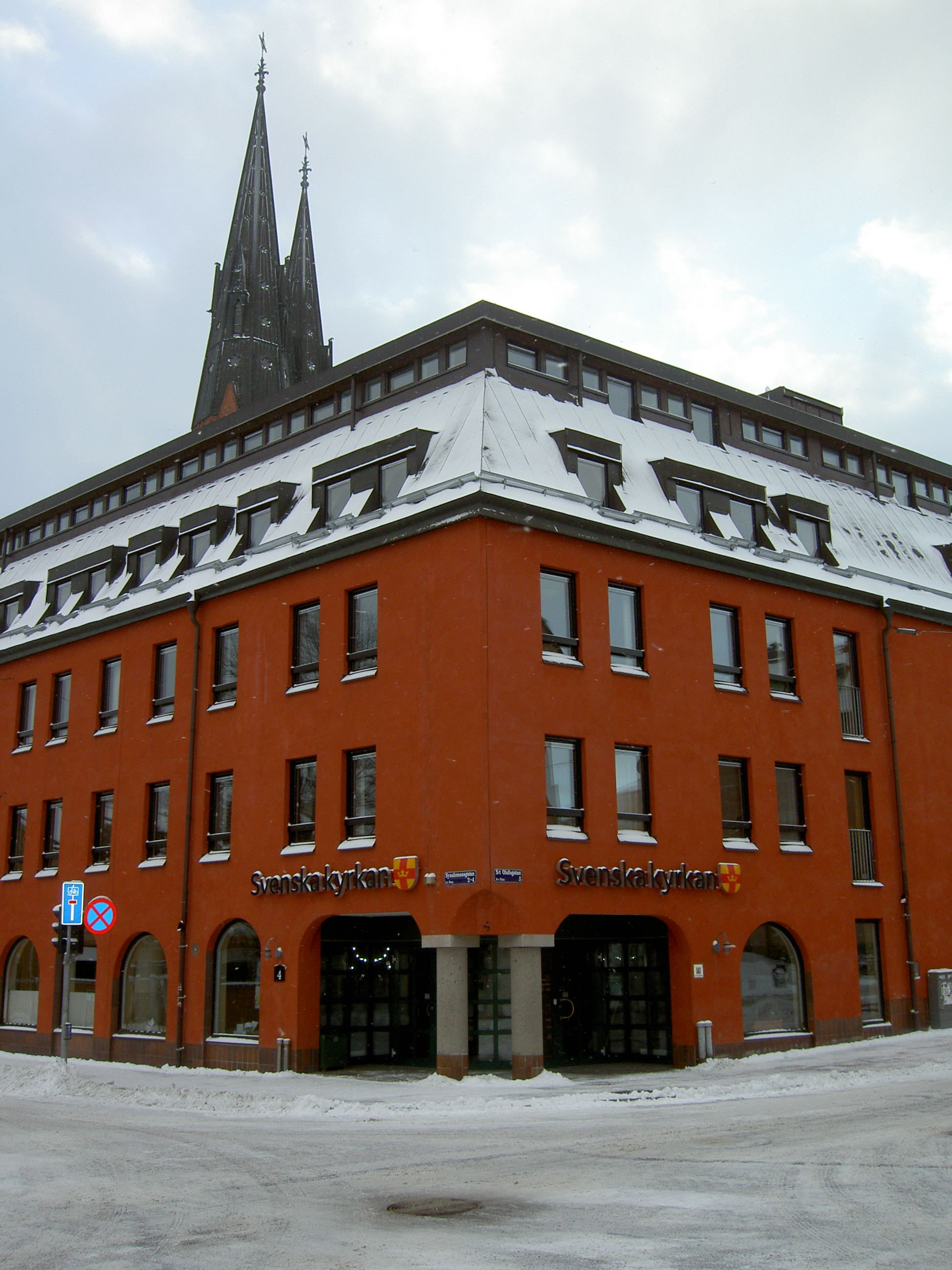
Kyrkans hus i Uppsala

Ärkebiskopens kansli, även kallat ärkebiskopens stab, har till uppgift att biträda Svenska kyrkans ärkebiskop, utgöra sekretariat för biskopsmötet, medverka i det ekumeniska arbetet samt svara för massmediakontakter kring ärkebiskop och biskopsmöte.
Ärkebiskopens kansli är en del av Svenska kyrkans kyrkokansli och finns i Kyrkans hus i Uppsala.